# 옹고타어
옹고타어(Ongota)는 에티오피아 남서부에서 쓰이던 사멸 직전의 미분류 언어이다. Birale, Birayle라는 이름으로도 알려져 있다. 2012년 유네스코의 보고에 따르면 총 115명의 민족 인구 중 단지 12명의 노인 모어 화자만 남아있고, 웨이토강 서쪽 기슭에 있는 작은 마을의 나머지 인구는 이미 차마이어를 받아들였다고 한다. 기본 어순은 주어-목적어-동사순이다.

## 분류
옹고타어는 아프리카아시아어족과 나일사하라어족의 특징을 모두 가지고 있어 계통 분류가 명확하지 않다. 일부 학자들은 이것이 다민족적 환경 속에서 형성된 크리올이라고 추정하였다. Savà & Tosco (2007)에 따르면 옹고타어의 형태론은 동쿠시어군의 차마코어(Ts'amakko)와 같고 최대 50%의 어휘가 차마코어 어원을 가지고 있다. Savà & Tosco는 이를 나일사하라어 기층을 가진 쿠시어파 언어라고 보았다. 한편 Dimmendaal (2011; 2020), Güldemann (2018)은 옹고타어가 주변 언어의 영향을 크게 받은 고립된 언어라고 추정하였다.

## 같이 보기
- 남오모 구역